# Fabrique de bobines de Stott Park

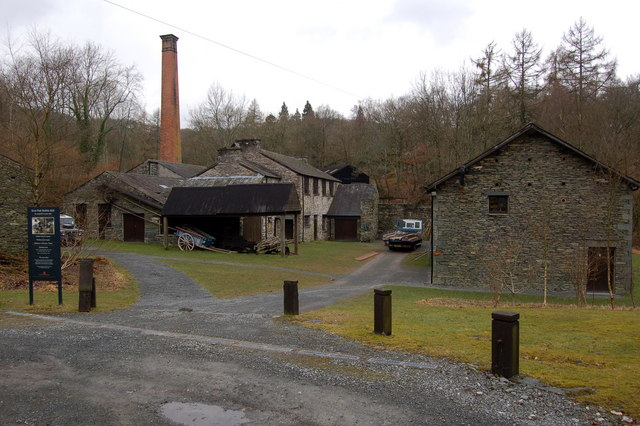
Stott Park Bobbin Mill, la fabrique de bobines de Stott Park.

La fabrique de bobines de Stott Park (Stott Park Bobbin Mill) est un bâtiment de production industrielle de bobines de bois daté du XIXe siècle, situé dans le village britannique de Finsthwaite (en) près de Newby Bridge (en), dans le comté anglais de Cumbria. Il fait partie des propriétés de l’English Heritage et sert de musée du Textile.

## Historique
L’entreprise est fondée en 1835 par John Harrison, un fermier de la région, mais passe rapidement à un certain Rushford, puis en 1941 à James Bethom. Elle fournit des bobines de bois aux ateliers de tissage et filatures implantés dans le comté voisin du Lancashire, la Cumbria présentant de nombreuses facilités pour faire pousser le bois en taillis.
La famille Coward  rachète la fabrique, comme de nombreuses autres de la région, et rationalise la vie des ouvriers : ceux-ci sont logés dans le village voisin de Finsthwaite (en), payés à la pièce, mais avec obligation d’acheter leurs produits dans les boutiques de l’entreprise, à des prix fixés par elle ; ils sont recrutés à Liverpool et Manchester, et restent apprentis pendant cinq années.

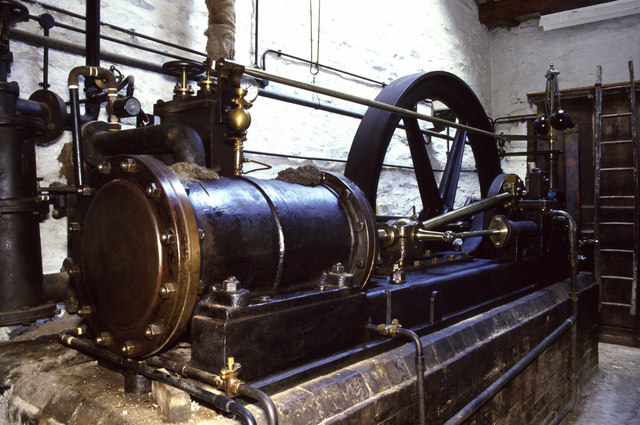
La machine à vapeur horizontale, construite par W. Bradley de l’entreprise Gooder Lane Ironworks, à Brighouse.

La fabrique compte jusqu’à[Quand ?] 250 ouvriers, fournissant alors 250 000 bobines de bois par semaine. Elle utilise à ses débuts une roue à eau, puis une turbine à bois est installée en 1858. Mais dans les années 1860, la guerre de Sécession engendre une pénurie de coton, et Stott Park Bobbin Mill se diversifie dans divers produits dérivés du bois.
Une machine à vapeur est ajoutée en 1880, pour seconder la turbine lorsque le courant est trop faible. La turbine à vapeur originelle est changée dans les années 1890, puis en 1931 ; en 1941, elle est remplacée par des moteurs électriques. La fabrique fonctionne ainsi jusqu’en 1971, sans grosse évolution depuis sa création.
Le musée du Textile ouvre en 1983, année de création de l’English Heritage, qui en a depuis la responsabilité. Une des deux granges de séchage du bois a été conservée, à l’extrémité de la cour ; le toit à larges débords gardait le bois au sec, pendant que les façades ouvertes laissaient le courant de l’air accélérer le séchage, qui durait un an.